# The Criminal Minds
The Criminal Minds sind eine Britcore-Crew. Anfang der 90er wurden sie mit harten Beats sowie exzessivem Sampeln von Musik und Sprachfragmenten diverser Filme bekannt. Nachdem TCM eine Weile dem Hip-Hop abtrünnig waren, veröffentlichten sie im Jahre 2001 mehrere Tracks und spielten einige Gigs u. a. in der Schweiz und in Hamburg.
Das Hamburger Hip-Hop-Magazin Backspin nannte sie einst „die ungekrönten Könige des UK-Hardcore-Hip-Hop“, sprich des Britcores.

## Wichtige Veröffentlichungen
- Guilty As Charged (Mini-LP, TCM 1990)
- Tales From The Wasteland (EP, TCM 1991)
- Widowmaker (LP, UK Rap 2001)
- Break Shit Up (EP, Vinylstore 2003)
- TCM (DoLP/DoCD, Rephlex 2011)
- The Droids You’re Looking For (EP, Fat Hop 2013)